# Irmino

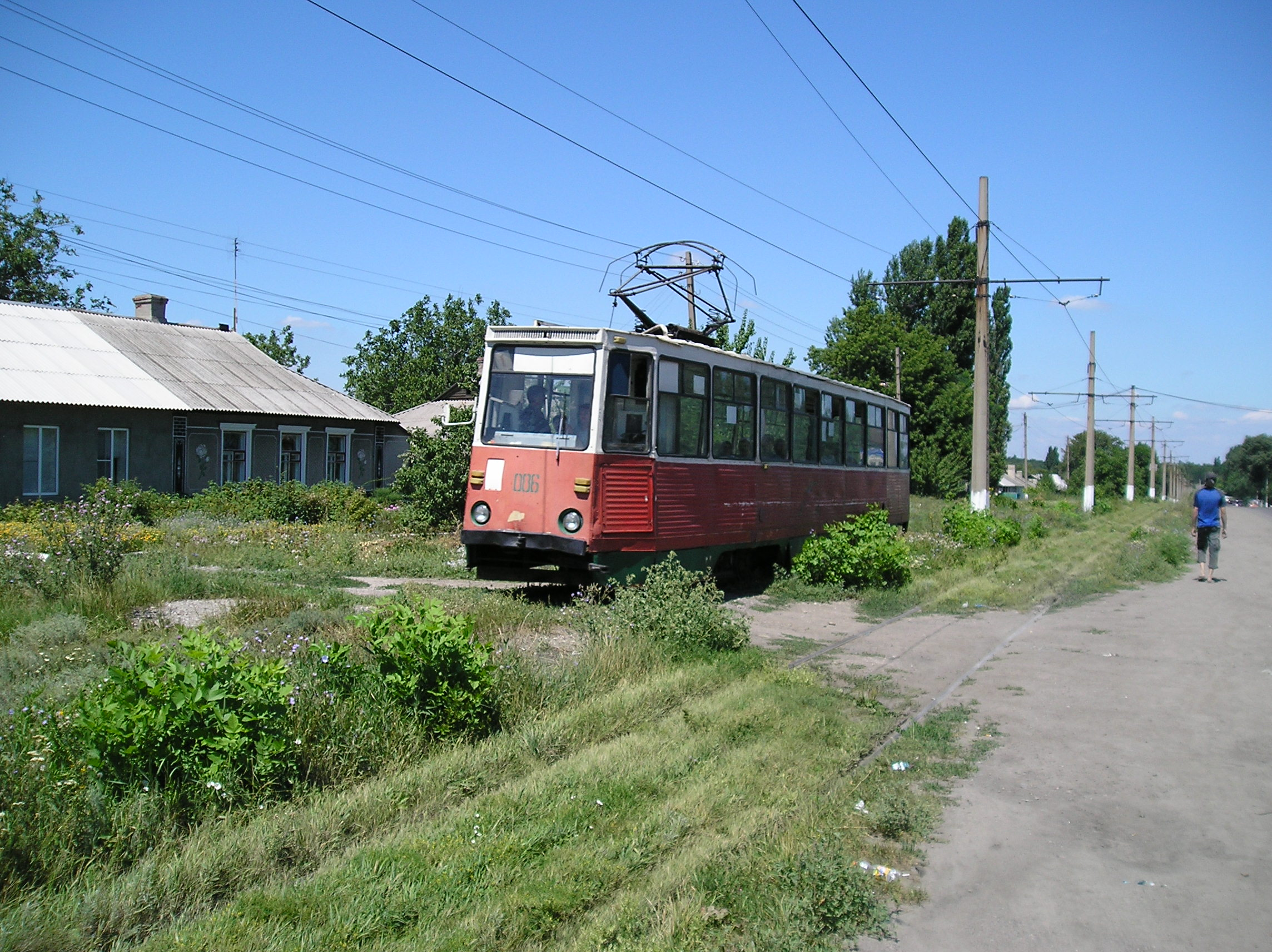
Unico tram sulla linea Stakhanov-Irmino

Irmino (Ucraino: Ірміно), fino al 2010 noto come Teplohirs'k (Теплогірськ) è un centro abitato dell'Ucraina, situato nell'oblast' di Luhans'k. Popolazione: 9.343 (stima 2021), 10.044 (stima 2013)

## Geografia
Irmino si trova a 55 km ovest di Luhansk. Fa parte dell'agglomerato Alchevsk-Kadiïvka, nel Donbass. Si trova sulle rive del fiume Lougan.

## Storia
Irmino fu il primo villaggio di Petrovka/Petrivka (in ucraino Петрівка?) fondato nel 1808 sulla riva destra del Lugan dai contadini della regione di Poltava e ribattezzato Irminka nel 1898, o Irmino (Ірміно) intorno al 1910, dalla miniera di carbone intitolata a Irma, figlia del proprietario della miniera. Nel 1936 il villaggio ottenne lo status di città e assunse il nome di Teplohirsk nel 1977. L'8 luglio 2010 il paese fu ribattezzato Irmino.
Fu ad Irmino, presso la miniera “Central'no-Irmino”, dove lavorava dal 1927, che Aleksej Stachanov riuscì ad estrarre 102 tonnellate di carbone, cioè 14 volte la norma, nella notte di Dal 30 al 31 agosto 1935. A quel tempo il villaggio di Irmino dipendeva da Kadiïvka, e si dice che la registrazione di Stachanov sia stata effettuata presso la miniera Central'naja-Irmino a Kadiïvka.

## Nome
- 1808 - 1900 - Petrovka/Petrivka
- 1900— 1962 — Irmino
- 1977-2010 - Teplohirsk

## Dati demografici
- 1923 - 2.794
- 1926 - 5.276
- 1939 - 15.327
- 1959 - 21.512
- 1979 - 19.090
- 1989 - 18.549
- 2001 - 13.053
- 2011 - 10.000
- 2012 - 10.200
- 2013 - 10.044
- 2014 - 9.886
- 2015 - 9.764
- 2016 - 9.687
- 2021 - 9.343

## Trasporto
Irmino distava 116 km da Louhansk per ferrovia e 75 km su strada.